# Pterocarya stenoptera

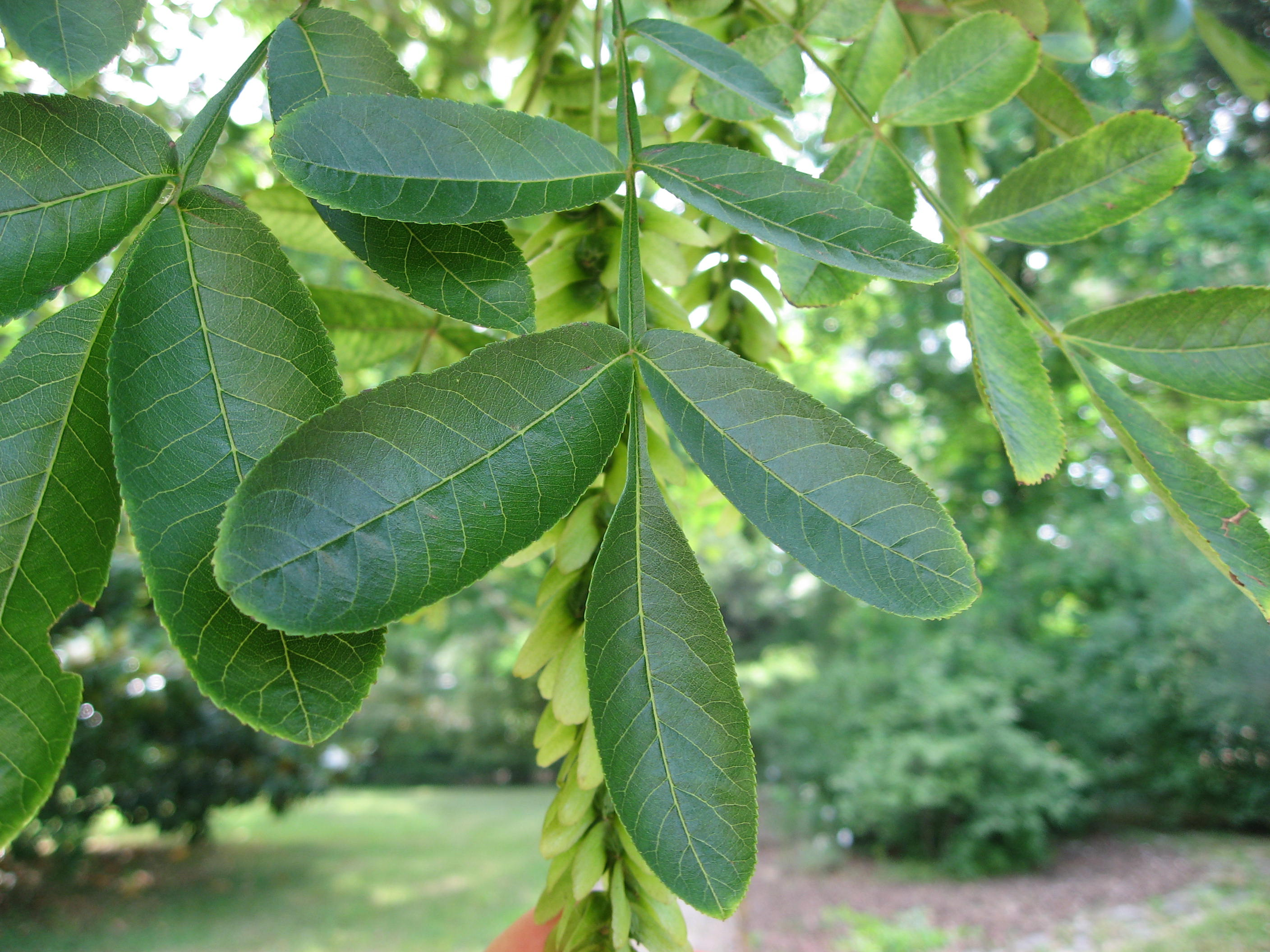
Fulles

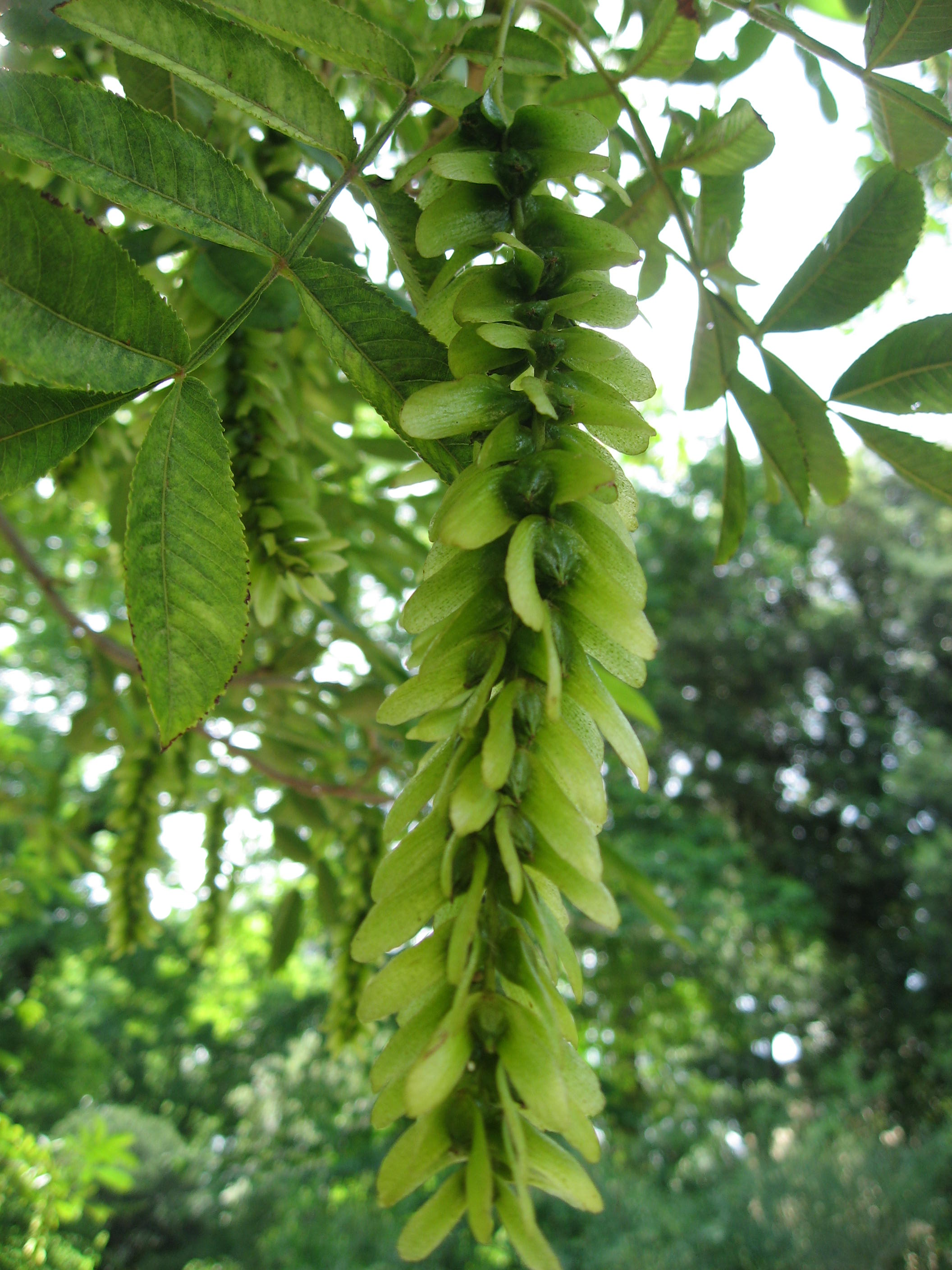
Fruits

Pterocarya stenoptera és una espècie de planta de la família de les juglandàcies. És originària del sud-est de la Xina.

## Descripció
En característiques és molt similar a Pterocarya fraxinifolia. La seva major diferència radica en la forma de les "ales" del fruit: aquestes són 2 visiblement diferenciades als laterals de la petita nou de la mida d'un cigró. La posició i forma de les "ales" recorda les ales de la mosca comuna.
A l'estiu els fruits s'agrupen en formacions del tipus aments, d'uns 25 cm de llarg penjants de les branques, de color verd més clar que el fullatge, donant un contrast molt particular. És una característica que en paisatgisme és buscada i se la considera com una espècie molt particular per a afegir a un parc o passeig per a realçar un disseny.
El seu fullatge és potser menys dens i amb menys formació aparasolada que P. fraxinifolia i a la seva escorça és mínima la diferència, ja que P. fraxinifolia posseeix una escorça una mica més "esquerdada" al seu tronc.

## Reproducció
Es reprodueixen molt bé de llavor. Aquestes requereixen una bona estratificació en sorra una mica humida i conservant en fred. Uns 3 mesos són suficients per a què acumulin les hores de fred necessàries (poden deixar-se més temps). Es planten en calaix de planter en terra comú, i en 10 dies apareixen les primeres plàntules. Les "fulles" que apareixen són similars a un palmell de 4 dits, donant-li a la plàntula un aspecte de petita palmera. Té molt vigor al brollar i en uns 12 dies després ja arriben als 6 cm i comencen a aparèixer les primeres fulles veritables.
Es recomana exposició solar sota mitja ombra del 50% i lluminositat, bon reg i temperatures superiors als 18 °C per tenir èxit en la germinació. El repic és recomanat amb el primer parell de fulles veritables, tenint cura de no danyar el sistema radicular, tractant d'extreure les plantes amb una mica de terra a les arrels encara que toleren molt bé el repic amb arrel nua. Se les col·loca en tests petits (uns 12 cm d'alt) perquè continuïn la seva formació i creixement, sempre a Sol sota mitja ombra de 50% i lluminositat i reg.

## Usos i cultiu
Se l'usa com a arbre d'alineació a la Xina i als carrers com arbrat urbà. Tolera bé la poda de formació. Cal recordar que s'ha de realitzar un tractament a les ferides de poda amb un producte de segellat i curat, ja que els arbres d'aquesta família no segellen molt bé les seves ferides de podes i són propensos als atacs de fungosis allà.
Cal cultivar-lo en sòls solts, d'humits a molt humits, rics en nutrients. Té un sistema radicular fort i vigorós, de manera que no es recomana per a un jardí petit ni un lloc molt acotat.